# Schlacht in der Bucht von Bergen
Lowestoft – Bergen – Viertageschlacht – St. James’s Day Fight – Medway
Die Schlacht in der Bucht von Bergen (oft auch Schlacht von Vågen) am 12. August 1665greg. war eine Seeschlacht während des Englisch-Niederländischen Krieges (1665–1667). Ein englisches Geschwader unter dem Kommando des Rear-Admirals Sir Thomas Teddeman überfiel dabei eine niederländische Handelsflotte im Hafen von Bergen, die unter dem Befehl des Kapitäns Pieter de Bitter Widerstand leistete. Die Schlacht endete mit einer Niederlage des englischen Verbandes und dessen Rückzug.

## Vorgeschichte

### Allgemeiner Kriegsverlauf
Nach dem Ende des ersten englisch-niederländischen Krieges im Jahre 1654 war es in England zur Rückkehr König Charles II. (1630–1685) gekommen. Dieser benötigte für eine vom Parlament unabhängige Regierung finanzielle Mittel, welche er durch die Beute in einem weiteren Krieg gegen die Vereinigten Niederlande zu gewinnen hoffte. Dabei wurde er von der Royal African Company unterstützt, welche die niederländische Konkurrenz schädigen wollte. Im Frühjahr 1665 kam es schließlich zum offenen Kriegsausbruch.
In dem ersten Treffen der gegnerischen Flotten während des Krieges in der Seeschlacht bei Lowestoft (13. Juni 1665greg.) unterlagen die niederländischen Streitkräfte. Sie waren gezwungen, in ihre Häfen zurückzukehren, womit die englische Flotte die Kontrolle über die wichtigen Handelsrouten in der Nordsee und im Ärmelkanal erlangte. Unter dem Kommando des Earl of Sandwich (1625–1672) bezog sie eine Position an der Doggerbank, um dort die eintreffenden Konvois aus den niederländischen Kolonien zu erwarten. Am 27. Juli 1665greg. berief der Earl einen Kriegsrat ein, da inzwischen Nachrichten eingetroffen waren, dass eine niederländische Flotte unter Vizeadmiral Michiel de Ruyter (1607–1676), aus Amerika kommend, um Schottland herumfuhr und nun versuchte, mit südlichem Kurs in die niederländischen Häfen zu gelangen. Die meisten Offiziere sprachen sich dafür aus, auf direktem Wege zur norwegischen Küste zu fahren, wo sie de Ruyter abzufangen hofften. Bei der folgenden Fahrt verfehlten sie allerdings die niederländische Flotte, welche sich in Küstennähe fortbewegte und am 6. August 1665greg. in Delfzijl einlief. Die englische Flotte suchte vergebens nach den niederländischen Schiffen und geriet dabei zusehends in Bedrängnis, da auch ihre eigenen Vorräte zur Neige gingen. Als man von neutralen Schiffen erfuhr, dass sich ein großer und reich beladener niederländischer Konvoi im Hafen von Bergen befand, beschloss man in einem weiteren Kriegsrat am 9. August 1665greg., einen Verband auszusenden und diese Schiffe zu überfallen. Zu diesem Zweck wurde ein Geschwader von 22 Kriegsschiffen und 2 Brandern unter dem Befehl von Rear-Admiral Sir Thomas Teddeman (1620–1668) ausgesandt.

### Der Konvoi der Ostindien-Kompanie
Bei dem niederländischen Konvoi handelte es sich um große Handelsschiffe der Niederländischen Ostindien-Kompanie. Zweimal im Jahr entsandte die Kompanie einen Konvoi nach Europa. Da sich der baldige Ausbruch eines Krieges abzeichnete, hatte man das Kommando dem erfahrenen und kampferprobten Offizier Pieter de Bitter (ca. 1620–1666) anvertraut. Die Ladung war so umfangreich wie nie zuvor, weil man nicht wusste, wie lange ein Krieg weitere Lieferungen beeinträchtigen würde. Sie hatte einen Wert von über elf Millionen Gulden – mehr als der Jahreshaushalt des dänischen Königs. Der Konvoi verließ Ostindien am 25. Dezember 1664greg. mit der Anweisung, Berührungen mit englischen Verbänden zu vermeiden. Auf die Nachricht vom Ausbruch des Krieges und des englischen Sieges in der Schlacht von Lowestoft nahm De Bitter an, dass der Ärmelkanal nun unpassierbar sei, und er beschloss, den Konvoi nördlich um Schottland herumzuführen, um durch die Nordsee die Niederlande zu erreichen. In der Nordsee geriet der Verband in einen Sturm und wurde zerstreut. Ab dem 29. Juni 1665greg. sammelten sich die meisten seiner Schiffe im Hafen von Bergen. Dort erreichten De Bitter Befehle aus dem Mutterland, die ihn anwiesen, in dem neutralen Hafen die Ankunft eines niederländischen Begleitgeschwaders abzuwarten.

### Diplomatische Vorbereitungen

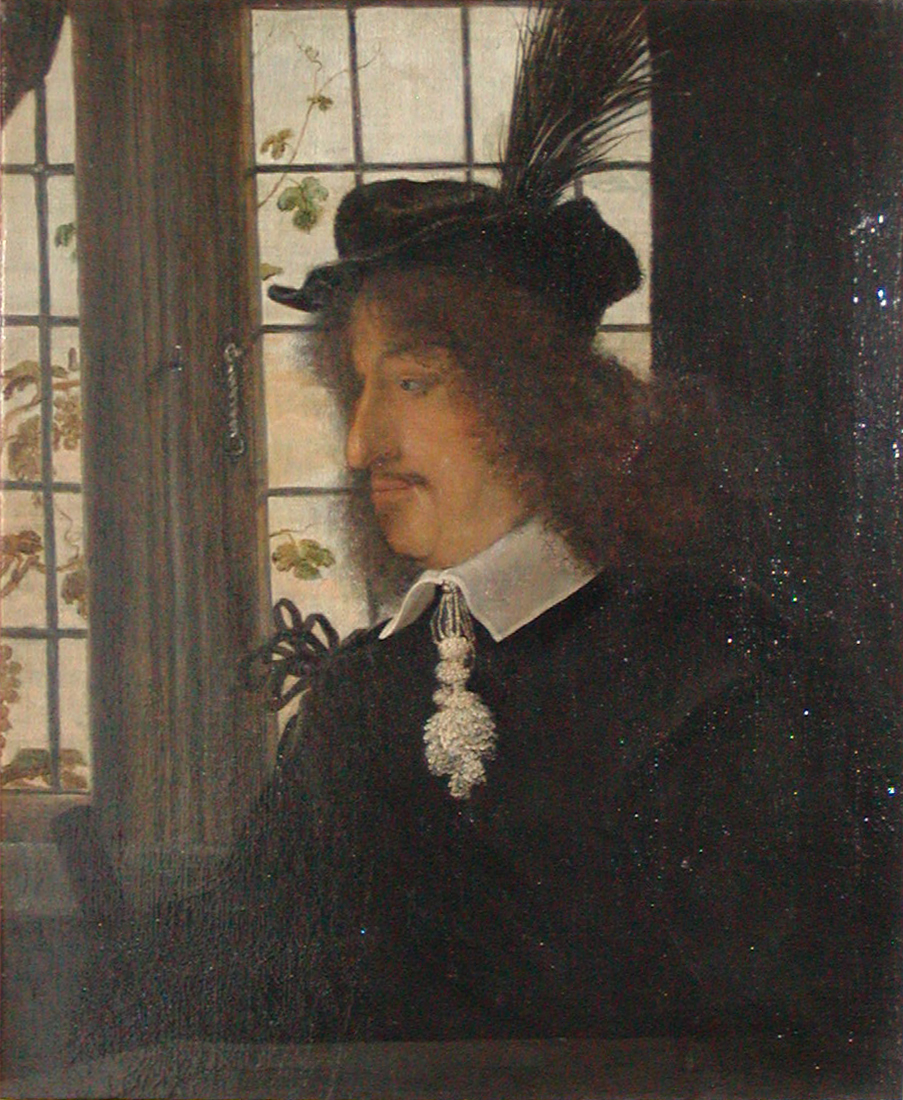
König Friedrich III. von Dänemark; unbekannter Maler

Eine Voraussetzung für einen Angriff auf niederländische Schiffe in den neutralen Häfen von Norwegen war die Kooperation oder zumindest Billigung König Friedrichs III. von Dänemark und Norwegen (1609–1670). Tatsächlich war dieser durch mehrere Verträge mit den Generalstaaten verbunden, doch dies bedeutete nicht, dass es keine Spannungen im dänisch-niederländischen Verhältnis gab. Das niederländische Monopol im Ostindien- und Afrikahandel behinderte auch die Entwicklung des dänischen Handels. Des Weiteren hatte die mangelnde niederländische Unterstützung für Dänemark im Zweiten Nordischen Krieg (1655–1660) zur Verschlechterung der Beziehungen beigetragen. Nach der Schlacht von Lowestoft näherte sich König Friedrich III. der englischen Seite an. Er ging davon aus, dass unter der englischen Seeherrschaft viele niederländische Handelsschiffe in den dänischen Häfen Schutz suchen würden. Um die dänischen Staatsfinanzen zu sanieren, spielte er mit dem Gedanken, diese reich beladenen Schiffe mit ihren Waren zu konfiszieren. Am 24. Juni 1665greg. schlug ihm der englische Gesandte Sir Gilbert Talbot vor, englische Schiffe zu diesem Zweck einzusetzen und die Beute anschließend aufzuteilen. Als der König sich diesem Vorschlag gegenüber nicht abgeneigt zeigte, informierte der Gesandte seine Regierung von der dänischen Kooperationsbereitschaft. Umgehend sandte der Herzog von York (1633–1701) als Oberbefehlshaber der englischen Verbände entsprechende Informationen und Autorisierungen an den Earl of Sandwich. Diese trafen noch vor dem Kriegsrat am 17. Juli bei der Flotte ein und bildeten die Grundlage für die folgenden englischen Operationen in den norwegischen Gewässern. Tatsächlich schreckte Friedrich III. vor einem Bruch mit den Niederlanden zurück. Er ging davon aus, dass er seinen neutralen Status erhalten und dennoch einen Teil der niederländischen Handelsgüter als Gegenleistung für sein Stillhalten erhalten könne. Er gab Befehl an die dänischen Gouverneure, sich nicht an Aktionen gegen niederländische Schiffe zu beteiligen, sich dem englischen Vorgehen jedoch auch nicht zu widersetzen. Über Proteste sollte die dänische Beteiligung nicht hinausgehen. Sir Gilbert Talbot versuchte seiner Regierung mitzuteilen, dass mit einer dänischen Kooperation nicht mehr zu rechnen sei und dass die englischen Kriegsschiffe trotzdem ohne weitere Absprachen niederländische Schiffe in norwegischen Häfen angreifen könnten. Doch diese Briefe erreichten die Flotte nicht mehr.

## Verlauf der englischen Operation bei Bergen

### Verhandlungen

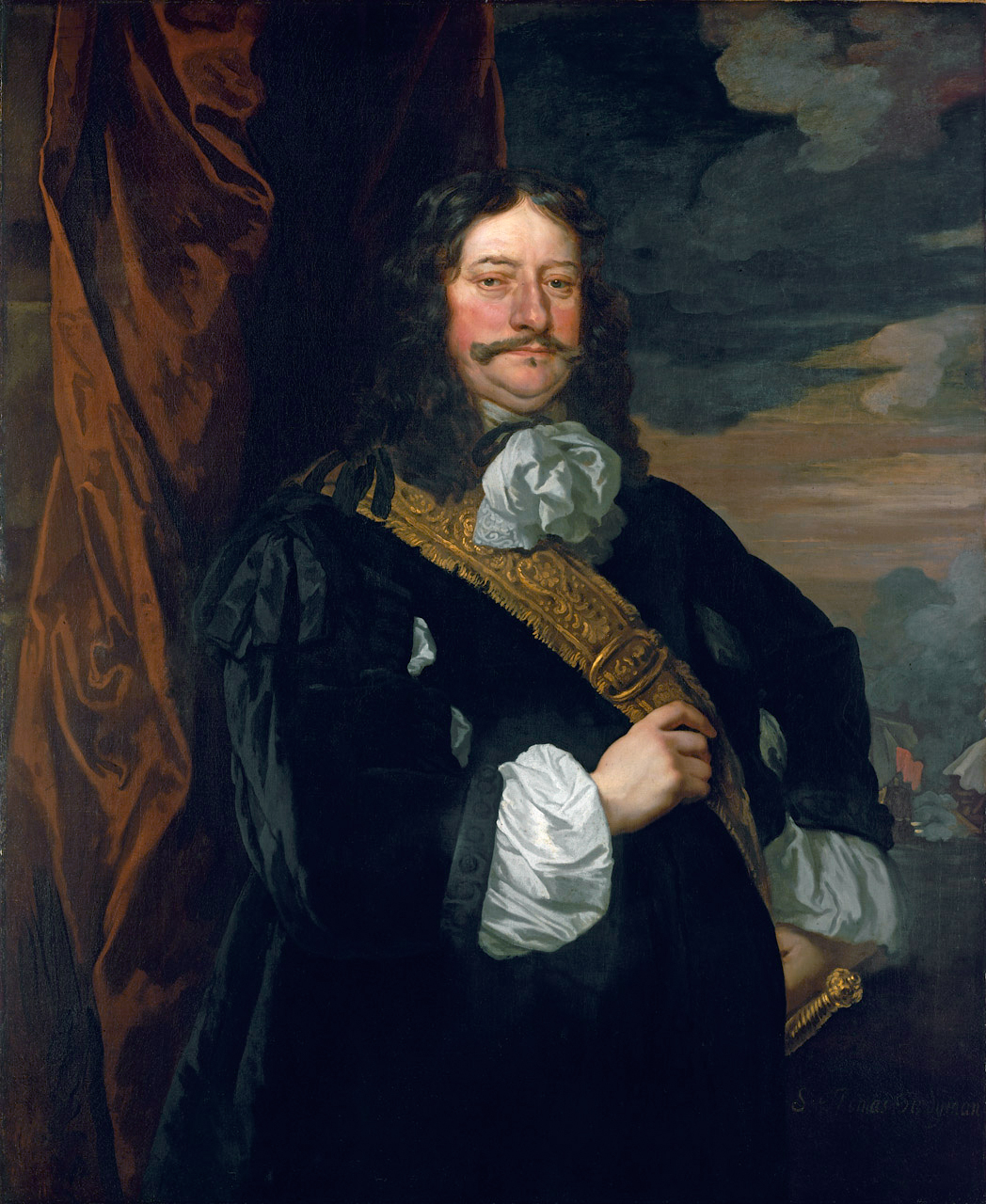
Rear-Admiral Sir Thomas Teddeman; Porträt von Sir Peter Lely (1666)

Als Rear-Admiral Teddeman am Nachmittag des 11. August 1665greg. vor Bergen eintraf, hatten starke südliche Stürme sieben seiner Schiffe abgetrieben. Für das Treffen mit dem niederländischen Handelskonvoi standen ihm deshalb nur 15 Kriegsschiffe und 2 Brander zur Verfügung. Vor der Bucht kam ein dänischer Beamter an Bord der HMS Revenge, des englischen Flaggschiffes, und erklärte, dass es ein feindlicher Akt sei, mit mehr als fünf Kriegsschiffen in einen dänischen Hafen einzulaufen. In der Annahme, dass der Gouverneur der Stadt, Johan Caspar von Cicignon, nicht über die Vereinbarungen unterrichtet sei, entsandte Rear-Admiral Teddeman einen Unterhändler zum höchsten örtlichen Beamten, dem Befehlshaber aller dänischen Streitkräfte in Norwegen, General Claus von Ahlefeldt. Dieser Unterhändler war der Cousin des Earl of Sandwich, Edward Montagu. Tatsächlich hatte der General lediglich den Befehl erhalten, die niederländischen Schiffe im Hafen festzuhalten, bis die Kräfte zur Verfügung stünden sie einzunehmen; weitere Befehle würden später eintreffen. General von Ahlefeldt nahm daher an, dass mit den bald bereitstehenden Kräften eine dänische Flotte gemeint sei. Tatsächlich verließ der Kurier mit den weiteren Erklärungen Kopenhagen erst am 24. Juli und da die Reise nach Bergen zehn Tage in Anspruch nahm, konnte er nicht mehr rechtzeitig eintreffen.
Die Verhandlungen zwischen Engländern und Dänen zogen sich die ganze Nacht hin. General von Ahlefeldt versuchte Zeit zu gewinnen, um das Eintreffen weiterer Befehle abzuwarten. Er versicherte Montagu seiner Kooperation, stellte aber zur Bedingung, dass der Angriff nur mit sechs Schiffen und erst am 16. August stattfinden sollte. Rear-Admiral Teddeman wies vor allem letzteres entschieden zurück. Einerseits wären die Niederländer dann auf den Angriff besser vorbereitet, und andererseits konnte dann schon eine niederländische Kriegsflotte vor Bergen auftauchen. Obwohl General Ahlefeldt schließlich nur noch einen zweitägigen Aufschub erbat, wurden die Verhandlungen bei Morgengrauen ergebnislos abgebrochen. Das englische Geschwader traf nun Vorbereitungen zum Angriff.

### Niederländische Vorbereitungen

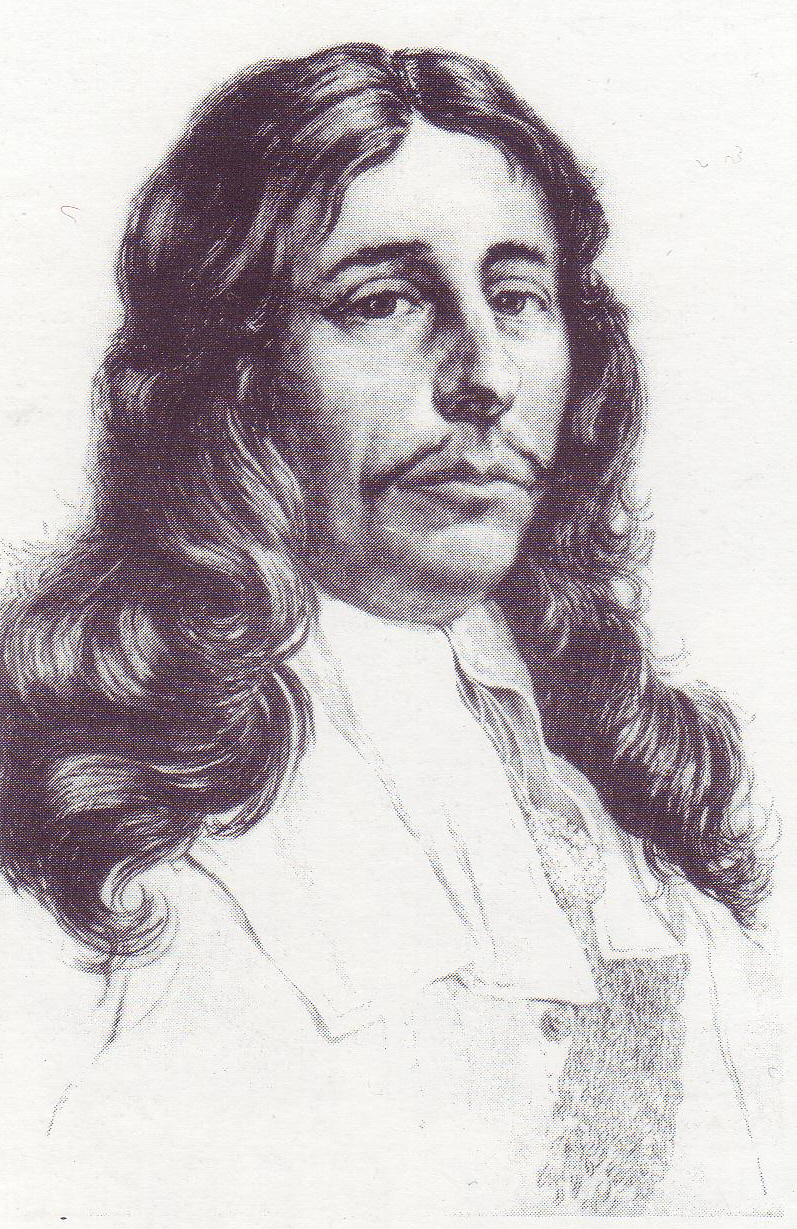
Admiral Pieter de Bitter; Stich von J. W. Bloem

Der Hafen von Bergen lag im Vågen, einer von Nordwesten nach Südosten verlaufenden Bucht. Die Öffnung der Bucht war weniger als 500 Meter breit, ihre Tiefe betrug etwa einen Kilometer. Auf dem östlichen Ufer der Buchtöffnung befand sich die dänische Festung Bergenhus, und auch auf dem westlichen Ufer standen Forts und Küstenbatterien. Um diese Hafenbucht zu verteidigen, brauchte man lediglich wenige Schiffe an der Buchtöffnung zu postieren.
Bei Ankunft des englischen Geschwaders befanden sich im Vågen ungefähr 50 niederländische Handelsschiffe sowie der aus zehn Schiffen bestehende Konvoi der Niederländischen Ostindien-Kompanie (VOC). Die letzteren Schiffe waren mit jeweils etwa 60 Kanonen die kampfstärksten. Zunächst war man sich unter den Niederländern unklar, wie man auf die Bedrohung reagieren sollte. Einige Kapitäne sprachen sich für einen sofortigen Angriff aus. Schließlich setzte sich jedoch der Kommandeur des Konvois Pieter de Bitter mit dem Vorschlag durch, sich in der Bucht zur Verteidigung einzurichten. Zunächst ordnete er die sechs größten Schiffe in einer Linie am Ausgang des Vågen an: im äußersten Westen die Brederode, im Zentrum die Gulden Phenix, Wapen van Hoorn, Jonge Prins, sein Flaggschiff die Walcheren und die Catherina. Am östlichen Ende der Linie, vor dem Bergenhus, lag die Slot Hooningen. Da der zur Verfügung stehende Raum damit aufgebraucht war, mussten die Rijzende Zon und drei weitere kleinere Ostindienfahrer als Reserve in die zweite Linie gelegt werden. Die übrigen Handelsschiffe waren trotz zahlreicher Kanonen weniger kampfstark, sie wurden von ihren Mannschaften an Land gebracht und dort in Feldwerken gegen die englischen Schiffe gerichtet. Außerdem wurden niederländische Geschützbesatzungen in das Bergenhus und in die anderen dänischen Forts geschickt, um die dortigen Besatzungen zu verstärken.
| Typ | Schiff          | Kanonen | Kapitän                      |
| VOC | Walcheren       | 60–70   | Pieter de Bitter             |
| VOC | Slot Hooningen  | 60      | Herman de Ruyter             |
| VOC | Jonge Prins     | 60–66   | Jacob Jochemszoon            |
| VOC | Gulden Phenix   | 65      | Jacob Burckhorst             |
| VOC | Rijzende Zon    | 50      | unbekannt                    |
| VOC | Wapen van Hoorn | 60–66   | Pieter Willemszoon van Weesp |
| VOC | Brederode       | 45      | Luyt Pieterszoon             |
| M   | Catharina       | 40      | Ruth Maximilian              |

### Verlauf der Schlacht

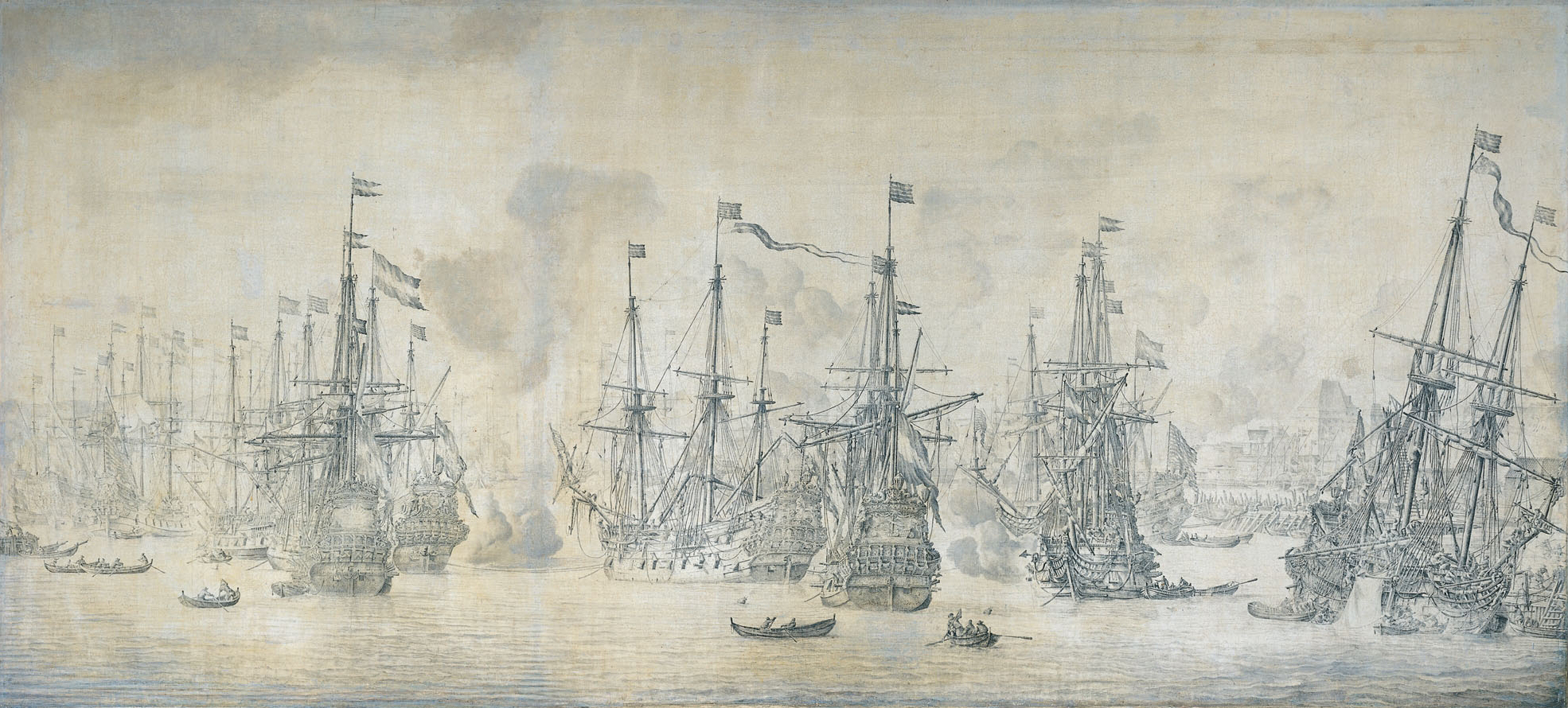
Darstellung der Schlacht in der Bucht von Bergen. Federzeichnung von Willem van de Velde dem Älteren, 1669

Rear-Admiral Teddeman brachte seine eigenen Vorbereitungen zur Schlacht kurz nach Sonnenaufgang zum Abschluss. Gegenüber der niederländischen Linie brachte er von Osten nach Westen die Prudent Mary, Breda, Foresight, Bendish, Happy Return, Sapphire und die Pembroke in Position. Diese Linie war so eng, dass sich die Schiffe fast berührten. Da sich der Admiral nicht darüber klar war, wie die Dänen reagieren würden, positionierte er seine übrigen Schiffe vor den dänischen Küstenforts. An der Ostküste lag die Norwich vor einer niederländischen Batterie nördlich des Bergenhus. Neben ihr schlossen sich die Golden Lion und die Society an, welche die dänische Sverreborg-Batterie auf dem Hügel nördlich der Festung und ein weiteres dänisches Fort noch weiter nördlich vor sich hatten. Am westlichen Ufer lagen die Guernsey, Revenge, Coast Frigate und die Guinea in einer Nord-Süd-Linie vor der dänischen Festung Nordnes, welche auf überhöhtem Grund den Eingang der Bucht dominierte. Die Martin Galley sicherte die Festung von der Seeseite her ab.

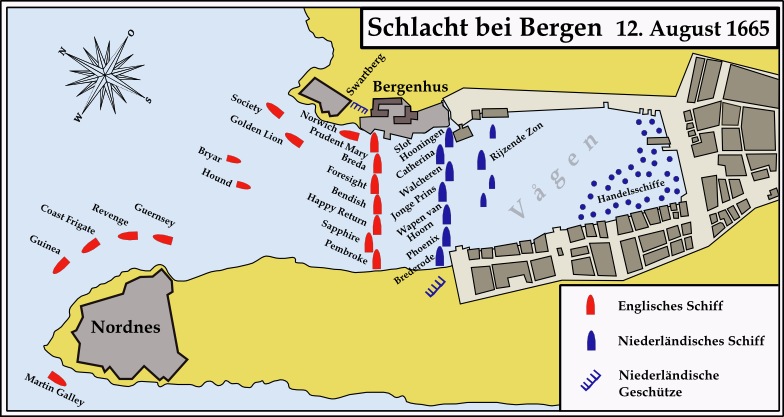
Karte des Schlachtverlaufs

Um fünf Uhr gab Rear-Admiral Teddeman den Befehl zur Eröffnung des Feuers auf die niederländischen Schiffe. Diese erwiderten das Feuer. Die englischen Schiffe vor den dänischen Forts hatten Anweisung, erst dann zu feuern, wenn sie selbst durch die Dänen beschossen würden. Doch die Dänen standen unter keiner einheitlichen Führung mehr, da in den Forts die niederländischen Verstärkungen mit einigen Kanonen das Feuer auf die englischen Schiffe eröffneten. Daraufhin nahmen die Engländer auch die dänischen Befestigungen unter Feuer. Nunmehr waren auch die dänischen Besatzungen gezwungen, sich gegen den englischen Angriff zu wehren. General von Ahlefeldt gab um sechs Uhr Befehl zur Einstellung des Feuers und hisste auf dem Bergenhus die weiße Flagge. Rear-Admiral Teddeman hatte jedoch keine Möglichkeit, sie zu sehen, da sein Flaggschiff, die Revenge, auf der anderen Seite der Bucht lag und von Pulverqualm umgeben war. Außerdem konnte sich General von Ahlefeldt in seinen eigenen Befestigungen nicht durchsetzen. So holte er die Flagge nach 15 Minuten wieder ein.
In dem folgenden stundenlangen Feuergefecht brachten die Niederländer ihre überlegene Feuerkraft zur Geltung. Ihre Schiffe in der Linie hatten fast alle 50 bis 60 Kanonen, während nur eines der ihnen gegenüberliegenden englischen Schiffe mehr als 46 Kanonen zählte. Ihre Brander konnten die Engländer auch nicht zum Einsatz bringen, da der Wind zur offenen See wehte. Um 8:30 Uhr lichteten sie deshalb ihre Anker und ließen sich auf die offene See treiben. Rear-Admiral Teddeman schrieb später:

„Sie hatten in diesem Schloss und den Forts mehr als 300 Kanonen neben den Schiffen der Ostindien-Gesellschaft im Hafen aufgefahren. Das Gefecht dauerte drei und eine halbe Stunde mit dem Wind geradewegs aus dem Hafen heraus kommend, so dass ich die Feuerschiffe nicht hineinbringen konnte; es waren so viele Kanonen auf mich gerichtet, welche unsere Kabel in Stücke schlugen, dass wir ineinander drifteten. Der Wind wehte in südlicher Richtung; der schlimmste Ort, zu dem je Menschen kamen.“

Die englischen Verluste beliefen sich auf über 400 Gefallene und Verwundete, darunter Edward Montagu und die sechs Kapitäne der Schiffe, welche der niederländischen Linie direkt gegenüberlagen. Nur 41 Opfer waren auf den Kampf gegen die dänischen Forts zurückzuführen. Die Niederländer hatten lediglich 99 Tote und Verwundete zu beklagen. Das einzige ernsthaft beschädigte Schiff war die niederländische Catherina, welche unter der Wasserlinie getroffen worden war und deshalb auf Grund gesetzt werden musste. Die dänischen Verluste beliefen sich auf sieben Gefallene und 26 Verwundete. Doch auch einige Gebäude in der Stadt waren durch englische Kanonenkugeln beschädigt worden. (Eine davon befindet sich noch heute in der Wand der Kathedrale von Bergen; siehe: Bild unten links.)
| Typ | Schiff        | Kanonen | Besatzung | Kapitän             | Getötet | Verwundet |
| 3   | Revenge       | 58      | 280       | Sir Thomas Teddeman | 4       | 7         |
| 4   | Happy Return  | 50      | 190       | James Lambert       | 14      | 48        |
| 4   | Breda         | 46      | 180       | Thomas Seale        | 29      | 55        |
| 4   | Foresight     | 46      | 180       | Packington Brooks   | 14      | 54        |
| 4   | Golden Lion   | 42      | 200       | William Dale        | 0       | 6         |
| 4   | Sapphire      | 38      | 160       | Thomas Elliot       | 15      | 41        |
| 4   | Guinea        | 36      | 150       | Thomas Roome Coyle  | 0       | 7         |
| M   | Bendish       | 42      | 180       | Robert Taylor       | 14      | 38        |
| M   | Society       | 36      | 160       | Ralph Lascelles     | 2       | 0         |
| M   | Prudent Mary  | 36      | 160       | Thomas Haward       | 7       | 13        |
| M   | Coast Frigate | 34      | 150       | William Lawson      | 2       | 0         |
| 5   | Guernsey      | 28      | 145       | John Utber          | 2       | 9         |
| 5   | Pembroke      | 28      | 145       | Richard Cotton      | 0       | 6         |
| 5   | Norwich       | 24      | 135       | John Wetwang        | 7       | 24        |
| 6   | Martin Galley | 14      | 65        | William Kempthorne  | 1       | 1         |
| FS  | Bryar         | 12      | 45        | Vincent Pierse      | 1       | 0         |
| FS  | Hound         | 8       | 45        | James Coleman       | 0       | 0         |
| 17  | –             | –       | –         | –                   | 112     | 309       |

## Folgen der Schlacht

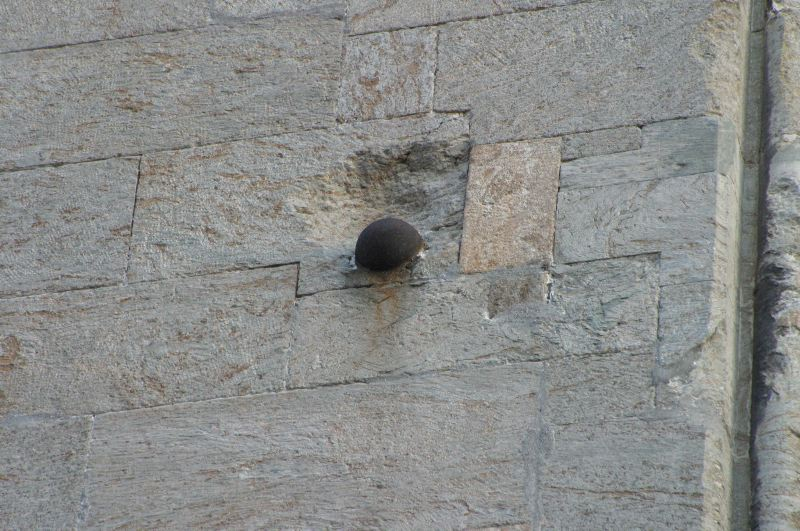
Kanonenkugel in der Wand der Domkirche St. Olav

Die englische Flotte zog sich in einen nahen Fjord zurück. Zwei Tage später erreichte sie eine Mitteilung Generals von Ahlefeldt. Dieser hatte inzwischen die Instruktionen Friedrichs III. erhalten und war nun bereit, einem weiteren englischen Angriff auf die niederländischen Schiffe zuzustimmen. Sir Thomas Clifford begab sich in Verkleidung nach Bergen, um erneute Absprachen zu treffen. Doch auch diesmal wollte der General in nichts einwilligen, was die Niederländer als feindlichen Akt ansehen konnten. Dänische Truppen würden nicht an dem Angriff teilnehmen, die Engländer dürften nicht an Land gehen und keine Feuerschiffe einsetzen. Obendrein würde General von Ahlefeldt selbst die Dauer des Angriffs bestimmen. Rear-Admiral Teddeman misstraute den dänischen Versprechungen und erhielt von Clifford zusätzlich Nachrichten davon, dass die Niederländer ihre Verteidigung noch verstärkt hatten. Er setzte daraufhin Segel und stieß wieder zur englischen Flotte. General von Ahlefeldt beschlagnahmte die Kanonen und einige Waren, welche die Niederländer an Land gebracht hatten, als „Bezahlung für seinen Schutz gegen die Engländer.“

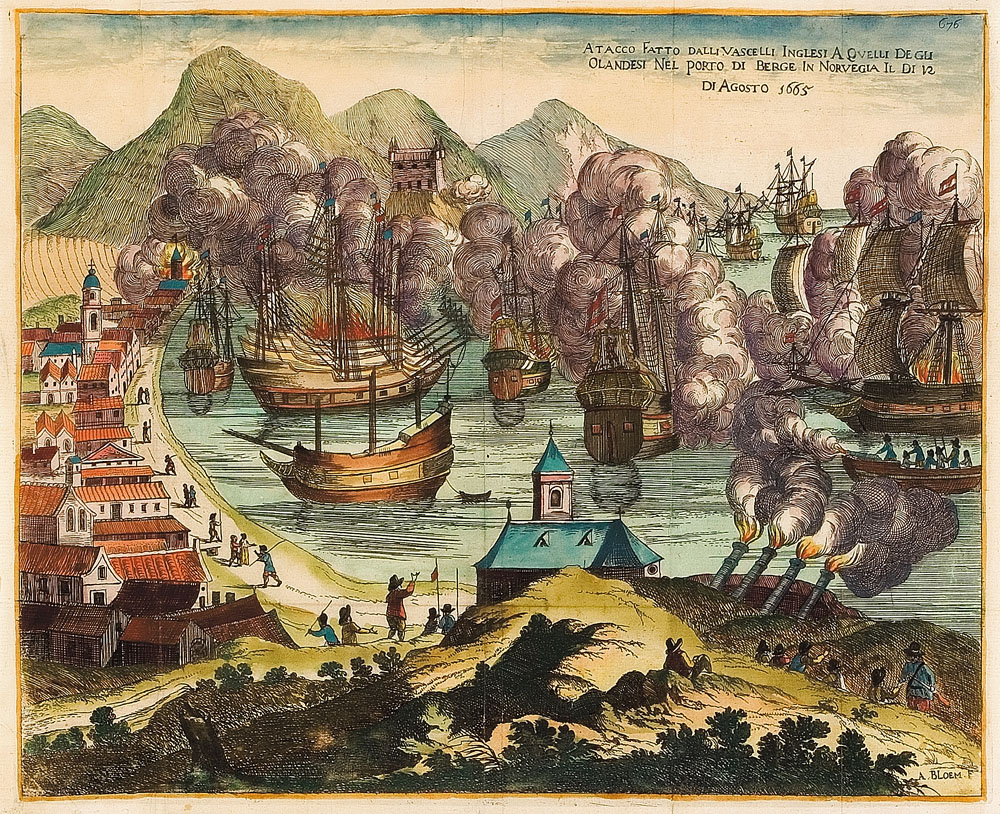
Zeitgenössische Darstellung der Schlacht; Colorierter Stich von Arnold Bloem (1670)

Die Niederländer entsandten inzwischen eine Flotte, um die Handelsschiffe von der norwegischen Küste in die heimischen Häfen zu eskortieren. Doch auf dem Rückweg wurde der Konvoi durch heftige Stürme auseinandergetrieben. Einige der Handelsschiffe liefen daraufhin vereinzelt in die englische Flotte und wurden gekapert. Am 13. September 1665greg. erlitten zwei große Ostindienfahrer und ihre Eskorte dieses Schicksal. Am 19. September 1665greg. fielen noch einmal vier Schiffe (davon eines mit 70 Kanonen) in die Hand der Engländer. Tatsächlich waren dies die größten englischen Erfolge seit der Schlacht von Lowestoft. Trotzdem trug die vorhergehende Niederlage bei Bergen dazu bei, dass der Earl of Sandwich wenig später das Kommando über die englische Flotte verlor. An seine Stelle trat George Monck, 1. Duke of Albemarle (1608–1670).